# المال لا ينتن

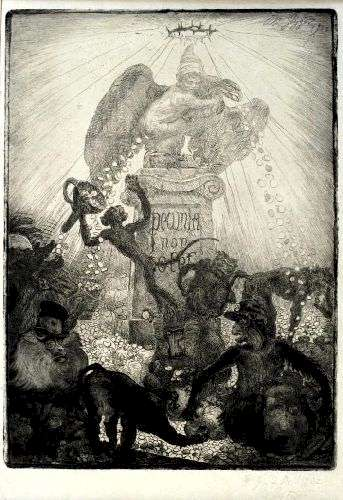
المال لا ينتن

المال لا ينتن (باللاتينية: Pecunia non olet) هي عبارة تُنسب إلى الإمبراطور الروماني فيسباسيان، الذي فرض ضريبة على البول في عام 70 بعد الميلاد. (حكم منذ 69 إلى 79 بعد الميلاد).

## التاريخ
فرض الإمبراطور نيرون ضريبة على التخلص من البول لأول مرة تحت اسم vectigal urinae في القرن الأول الميلادي. أُزيلت الضريبة بعد فترة، لكن فيسباسيان أعادها عام 70 بعد الميلاد من أجل ملء الخزانة.
فرض فيسباسيان ضريبة البول (باللاتينية: vectigal urinae) على توزيع البول من المبولات العامة في روما (تبولت الطبقات الدنيا الرومانية في الأواني، والتي فُرغت لاحقًا في البالوعات). بيع البول الذي جمع من هذه المبولات العامة كمكون لعدة عمليات كيميائية. واستُخدم في الدباغة وإنتاج الصوف وأيضًا كمصدر للأمونيا لتنظيف وتبييض توغاز الصوف. دفع مشترو البول الضريبة.
ذكر المؤرخ الروماني سوتونيوس أنه عندما اشتكى تيتوس ابن فيسباسيان من الطبيعة المثيرة للاشمئزاز للضريبة، حمل والده عملة ذهبية وسأل عما إذا كان يشعر بالإهانة من رائحتها (sciscitans numore offenderetur).  عندما قال تيتوس «لا» أجاب فيسباسيان: «ومع ذلك فهي تأتي من البول» (Atqui ex lotio est).
لا تزال عبارة pecunia non olet تُستخدم اليوم للقول إن قيمة النقود لا تشوبها أصولها. لا يزال اسم فيسباسيان مرتبطًا بالمبولات العامة في فرنسا (فيسباسيان) وإيطاليا (فيسباسيانو).